# Луценко Анатолій Федорович
Анато́лій Фе́дорович Луце́нко (17.02.1925-19.10.2002) — український поет, художник, вчитель. Відмінник народної освіти. Член Національної спілки письменників України з 1996 року, лауреат Премії Григорія Сковороди та Премії Івана Огієнка.

## Біографія
Народився 17 лютого 1925 року в с. Саверці Попільнянського району Житомирської області.
 В дитинстві сином ворога народу
 Мене вважали… Тяжко й дотепер.
 Ходив у школу босий і голодний
 Один я в класі був не піонер.
 Як те пташатко, загнане у клітку,
 За що? Мале, невинне… Я — дитя!
 Ніхто не бачив, як я плакав гірко,
 Як проклинав не раз своє життя.
У 30-40-х роках родина Анатолія Федоровича була розкуркулена та заслана в Сибір. В 16 років, під час Другої світової війни потрапив у фашистський табір Освенцим. Звідки втік через Францію за допомогою Руху Опору, учасником якого він був.
У 1948 р. закінчив Київське училище прикладних мистецтв, у 1972 р. — Ленінградську академію мистецтв. З 1972 року і до кінця життя працював вчителем образотворчого мистецтва в Калитянській середній школі на Броварщині, де організував мистецьку студію «Веселка». Тепер у школі створено його музей.
Створив 4 альбоми пейзажних малюнків по 200 у кожному, також опанував графіку та іконопис. Анатолій Федорович розписав відбудувану Свято-Миколаївську церкву в с. Калита.
|  | У своїх віршах намагаюсь передати судьбу отчого краю, рідного села, з якого пішов у життя. Пішов пізнавати барву і слово, які любляться мені. На рідній землі стільки зваби, зваги і ще такого, чого не в силах передати барвами. Тоді беруся писати. Беруся за слово. Хочеться, щоб слово стало барвою, а барва - мелодією. |

## Творча діяльність
Основні теми творчості Анатолія Федоровича: образ матері
 При каганці колись в дитинстві мати,
 Натомлена, сиділа над шиттям
 І починала з журою співати,
 І був той спів із сліз її життя.
та образ України
 А болю по вінця! Від рідної мови
 Уже відриклися. Чи є в ній потреба
 Коли продаєм українські діброви
 Поля у хлібах і у синяві небо?
У 1986 р. видав книжку «Важкі жита» у колективному збірнику «Поліття» («Радянський письменник»).
У періодиці видрукувані літературно-дослідницькі статті про творчість Михайла Клименка, Миколи Костомарова, Максима Рильського, Лесі Українки, Тараса Шевченка.
Усі книжки автора вийшли у власному художньому оформленні.

### Збірки поезій
Збірки поезій «Сльоза і пам'ять» (1991) та «Живиця отчої землі» (1993) вийшли у видавництві м.Баранівка на Житомирщині.
- «Живучий пломінь» (Поезії. — К., — 1993 — с.59)
- «На моїм парозі» (Поезії. — видавництво Пан-студія — 1994 — с.47)
- «Не все розгубив»
- «Овогневе життя» (1994)
- «Максимове джерело» (1995)
- «Із пекла в пекло» (1996)
- «Кущиста рунь» (1997)
- «Вседоля» (1999)
- «Неповторні відтінки» (2000)
- «Глибиною серця» (2001)

## Вшанування
20 травня 2016 року у Броварах з'явилось вулиця, названа на честь Анатолія Луценка.